# 奧斯卡·卡度素
奧斯卡·雲尼·卡度素·馬連（Óscar René Cardozo Marín，西班牙語發音：[ˈoskaɾ reˈne karˈðoso maˈɾin]，1983年5月20日—），巴拉圭職業足球員，司職前鋒，現效力巴拉圭足球甲级联赛球會亚松森自由。他以強力左腳和罰球技術為名，職業生涯於紐維爾舊生嶄露頭角，2007年加盟賓菲加，他為該葡超球會效力五季攻入接近200球。
卡度素为巴拉圭出场超过50场，代表国家参加了 2007 年美洲杯、2010年世界杯和2019年美洲杯。 2006年和2009年，他被评为巴拉圭年度足球先生。
他的外號是Tacuara。